# Romano Guarnieri

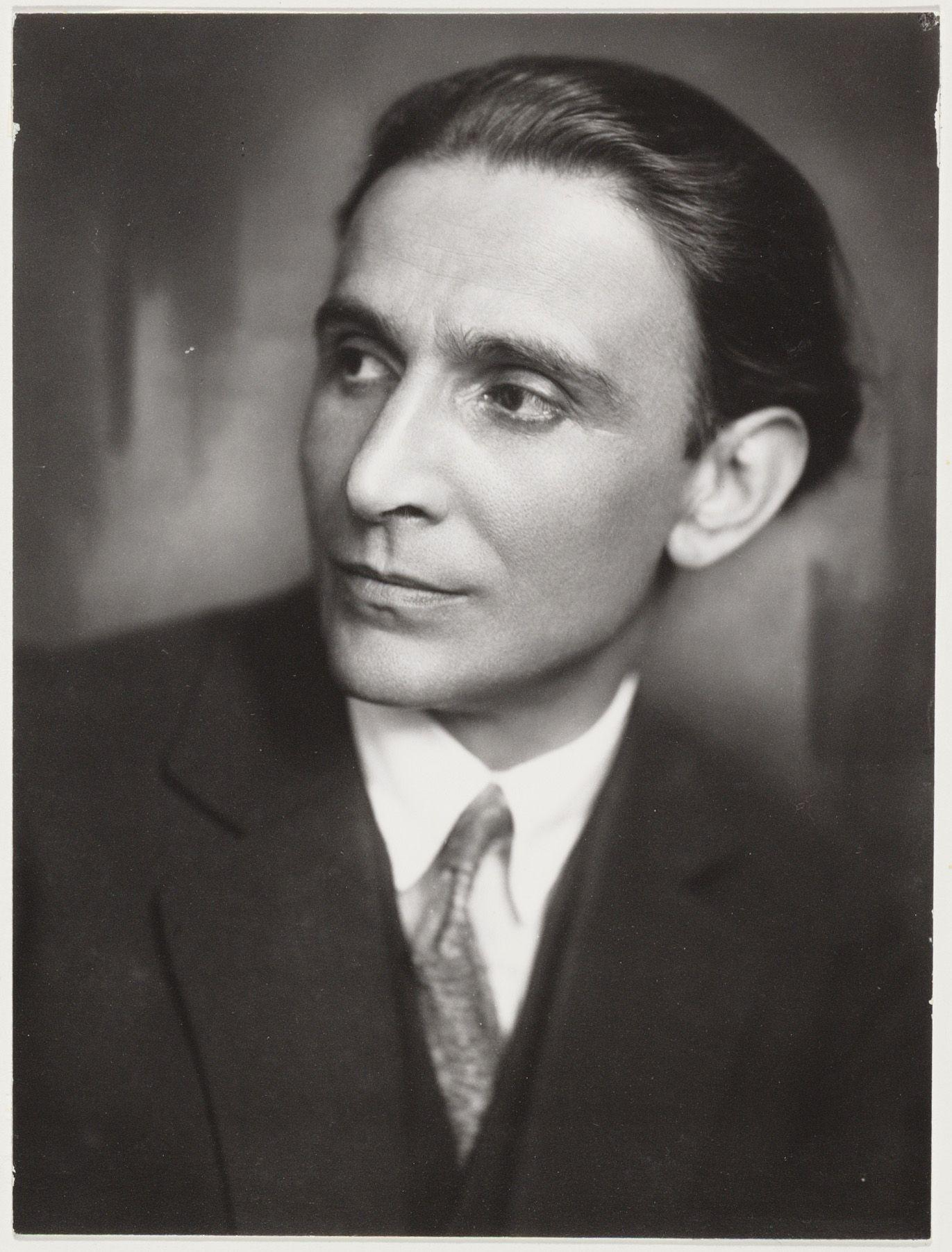
Romano Guarnieri (1925)

Romano Guarnieri (* 20. November 1883 in Adria; † 29. Oktober 1955 in Perugia) war ein italienischer Romanist, Italianist und Fremdsprachendidaktiker, der in den Niederlanden wirkte.

## Leben und Werk
Guarnieri stammte aus italienischem Adel. Er lebte ab 1898 als Schüler und Student in Florenz und verkehrte mit zahlreichen später berühmt gewordenen Intellektuellen. 1905 verließ er Italien und unterrichtete Italienisch an der Berlitz School  in London, ab 1907 in den Niederlanden, zuerst in Arnhem, ab 1908 in Nijmegen, wo er eine Niederländerin heiratete, schließlich in Den Haag, wo er auch Vorträge über Dante hielt. Gleichzeitig studierte er bei Jean-Jacques Salverda de Grave an der Universität Groningen und schloss mit dem Staatsexamen für Italienisch ab, dem ersten in Holland. 1914 gründete er die Niederländische Dante-Gesellschaft (Italiaanse cultuurvereniging Dante Alighieri).  Ab 1915 leistete er Kriegsdienst für Italien.
Ab 1919 lehrte er Italienisch an den Universitäten Groningen und Leiden. 1921 wurde er Privatdozent  an der Universität Amsterdam und 1924 dort bei Salverda de Grave promoviert. Er besetzte ab 1925 ein außerordentliches, ab 1928 dort ein für ihn eingerichtetes ordentliches Lektorat (Dozentur). 1929 wurde er Privatdozent der Universität Utrecht und besetzte dort ab 1934 eine für ihn geschaffene Stiftungsprofessur für Italienisch.
Ab 1926 hielt Guarnieri in Perugia jährlich Sommerkurse Italienisch für Ausländer und entwickelte dafür eine eigene Fremdsprachenlehr- und lernmethode, die (als eine Variante der direkten Methode) in besonderer Weise auf Emotionalität und Dramatisierung aufbaute.
Nach der Trennung von seiner ersten Frau (eine Scheidung war nach italienischen Gesetzen nicht möglich) lebte er seit den zwanziger Jahren mit der jüdischen Schriftstellerin Carla Simons zusammen. Dem italienischen Faschismus nahestehend, lehnte er dessen antisemitische Entwicklung ab. Er konnte seine Lebensgefährtin vor dem Zugriff des Nationalsozialismus schützen, solange Mussolini an der Macht war. Auf den Sturz Mussolinis im September 1943 folgte ihre Festnahme und Ermordung in Auschwitz. Auch Guarnieri wurde interniert und im Dezember 1943 nach Italien ausgewiesen. Wegen Verdachts auf Zugehörigkeit zum italienischen Widerstand verbrachte er im Sommer 1944 zweieinhalb Monate im Gefängnis.
1946 ging er auf seine niederländische Professur zurück (1952 emeritiert, Rufe nach London oder an die Columbia University hatte er schon früher ausgeschlagen) und führte auch die Sommerkurse weiter, an deren Ort er 1955 durch einen Fahrradfahrer tödlich verletzt wurde.
1954 wurde er Präsident des von ihm inspirierten Italienischen Kulturinstituts „Italiaans Instituut Gesticht“ (Istituto Italiano di Cultura). An der Universität Utrecht trägt die "Romano Guarnieri Lecture of Italian Studies" seinen Namen. An der Ausländeruniversität Perugia sind eine Stiftung (Fondazione Romano Guarnieri) und ein Hörsaal nach ihm benannt.
Guarnieri war Ritter vom Orden der Krone von Italien und Kommandeur im Orden von Oranien-Nassau.  Er war Mitglied  der Maatschappij der Nederlandse Letterkunde (MNL).

## Werke
- Scorci di vita ed arte nel Duecento italiano, Utrecht 1934 (Antrittsvorlesung)
- Metodo di lingua italiana per gli stranieri, Perugia 1941, 1949, 1952
  - Nuova ed. ampliata dall autore in collaborazione con il suo assistente Enzo Amorini che ne ha curato la stesura finale dopo la scomparsa del maestro, Perugia 1956, 1963, 1969, 1970